# Pingstkyrkan, Timrå
Pingstkyrkan är en kyrkobyggnad i Timrå tillhörande Filadelfiaförsamlingen i Timrå och är belägen på Köpmangatan 38 i centrala Timrå. Kyrkan började uppföras 1958 och invigdes Allhelgonahelgen året därpå. Huvudtalare vid kyrkans invigning var, dåvarande föreståndaren för Stockholms filadelfiaförsamling, Lewi Petrus.
Kyrkan har en vit putsad fasad med entré på vänstra sidan ut mot gatan. Att det är en kyrka anges tydligt med det svarta kors som är inlagt i fasaden ovanför entréns yttertak. Till kyrkobyggnaden hör även en lokal som idag inrymmer en begravningsbyrå.
Innanför entrén finns en foajé med dörrar in till kyrksalen. Kyrksalen har formen av en hörsal med estrad och läktare. Takhöjden ger salen volym och akustik. En spiraltrappa leder ned till kapprum och församlingsvåning samt upp till läktare och övernattningslägenhet.